# Politolana wickstenae
Politolana wickstenae là một loài chân đều trong họ Cirolanidae. Loài này được Wetzer, Delaney & Brusca miêu tả khoa học năm 1987.